# Teenage Mutant Ninja Turtles (Dreamwave Productions)
Teenage Mutant Ninja Turtles var en serietidning, baserad på Teenage Mutant Ninja Turtles, som gavs ut av Dreamwave Productions 2003. De första berättelserna är identiska med 2003 års TV-serie , innan nya historier skapas. Ett liknande koncept hade använts av Archie Comics 1988 då deras TMNT Adventures som grund använde sig av 1987 års TV-serie men sedan började publicera helt nya historier.

### Fotnoter
1. ↑  ”Teenage Mutant Ninja Turtles #1” (på engelska). Comicvine. 12 mars 2003. http://www.comicvine.com/teenage-mutant-ninja-turtles/4050-35309/. Läst 26 november 2015.